# 白鶴芋
白鶴芋（学名：Spathiphyllum lanceifoliumpowo）为天南星科白鶴芋屬下的一个种，多年生草本。 又稱白掌、和平芋、苞葉芋。

## 分布
白鶴芋原產於南美洲，包括哥倫比亞及委内瑞拉的安地斯山脈区域，生於海拔700米至1200米的熱帶雨林中。
- 肉穗花序。國立自然科學博物館植物園，台中，台灣。

## 观赏植物
白鶴芋花色潔白，葉片翠綠，清新幽雅的姿態使它成為普受喜愛的觀賞植物。作為盆栽觀賞，始於20世紀初期，至80年代在歐洲已十分流行，中國於80年代末開始引種並通過組培繁殖。
白鶴芋不僅適應性強，適合室內盆栽，且具有過濾室內廢氣的功能，對付氨氣，丙酮，苯和甲醛都有一定功效。

## 扩展阅读
- 維基物種上的相關：白鶴芋